# Општина Мирча Вода (Браила)
Мирча Вода (рум. Mircea Vodă) општина је у Румунији у округу Браила.
Oпштина се налази на надморској висини од 38 m.